# Hayden White
Hayden White (Martin, 12 luglio 1928 – Santa Cruz, 5 marzo 2018) è stato uno storico e filosofo statunitense. È conosciuto per aver sviluppato un'indagine epistemologica sulla storia con una riflessione sui concetti di narrazione e di postmoderno.

## Biografia
Nel 1951 White ha ricevuto il grado accademico di Bachelor of Arts presso la Wayne State University, mentre nel 1952 il Master of Arts e nel 1955 il dottorato di ricerca presso l'Università del Michigan.
Fu eletto membro della American Academy of Arts and Sciences e della American Philosophical Society.
È stato professore emerito di Storia della coscienza all'Università della California a Santa Cruz e ha insegnato letteratura comparata presso l'Università di Stanford.
Tra le influenze di White, due sono le figure importanti che gli hanno insegnato "come lo storico interpreta qualcosa". La prima figura fu William J. Bossenbrook, professore di White alla Wayne State University. Bossenbrook considerava la storia fondamentalmente come conflitto tra idee, valori e sogni, ossia come un mistero da ponderare e studiare costantemente piuttosto che un enigma da risolvere. La seconda influenza fu l'interpretazione della Bibbia di Mosè Maimonide, filosofo ebreo del XII secolo. Maimonide disse che, poiché la creazione è vasta e complessa, e la volontà di Dio è al di là della comprensione umana, l'obiettivo dell'interpretazione biblica dovrebbe essere quello di massimizzare le possibili interpretazioni.

## Pensiero
La metastoria di Hayden White riguarda problemi di ordine epistemologico, è l'apertura di una serie di domande, ossia la disposizione ad indagare una serie di problemi.

La filosofia della storiografia di White stabilisce uno stretto legame tra storia e poesia, ricercando le caratterizzazioni della ricerca storiografica. In particolar modo, White si sofferma sui temi della retorica (come esemplificazione epistemologica), del ruolo dell'immaginazione e della fantasia e della questione della scientificità della storia.
(Hayden White, Forme di storia. Dalla realtà alla narrazione)
White ha come esigenza prioritaria l'affermazione di senso, ossia l'attribuzione di una funzione sociale al discorso storico. La storia diventa quindi la base fondativa di ogni riflessione critica sull'utilità sociale. Il discorso narrativizzante è subordinato per White al proposito di formulare giudizi moralizzanti.
Le forme di storia e le strutture del pensiero per l'autore sono tropologiche. White analizza in particolar modo quattro tropi, ossia figure retoriche di significato: la metafora, la metonimia, la sineddoche e l'ironia. I tropi ci consentono di vedere i modi in cui il discorso storico assomiglia e converge con la narrazione di fantasia. Il testo storico, infatti, è frutto di una produzione, è cioè costruito seguendo dei principi di organizzazione che avvicinano la narratività alla storiografia. Per l'autore la storiografia nei suoi passaggi critici dovrebbe attingere alle sperimentazioni letterarie come modalità di spiegazione storica.

### Filosofia della storia
Remo Bodei colloca il pensiero di Hayden White nelle tendenze attuali di risposta al presunto fallimento delle filosofie della storia. In particolare, la strategia del filosofo statunitense sarebbe la sostituzione della storia con teorie narrative.

## Opere
- Hayden White, Metahistory: Retorica e storia [Metahistory. The historical Imagination in Nineteenth-Century Europe], Meltemi Editore, 2019  [1973], ISBN 978-8855190091.
- (EN) Hayden White, Tropics of Discourse: Essays in Cultural Criticism, 1978.
- (EN) Hayden White, The Content of the Form: Narrative Discourse and Historical Representation, 1987.
- (EN) Hayden White, Figural Realism. Studies in the Mimesis Effect, Baltimore, 1999.
- Hayden White, Forme di storia. Dalla realtà alla narrazione, a cura di Edoardo Tortarolo, Carocci, Roma, 2006.
- (EN) Hayden White, The Fiction of Narrative: Essays on History, Literature, and Theory, 1957-2007, a cura di Robert Doran, 2010.
- (EN) Hayden White, The Practical Past, 2014.